# Kedungkarang
Kedungkarang is een bestuurslaag in het regentschap Demak van de provincie Midden-Java, Indonesië. Kedungkarang telt 2680 inwoners (volkstelling 2010).